# فرودگاه تاکاکا
فرودگاه تاکاکا (به انگلیسی: Takaka Aerodrome) یک فرودگاه با کد یاتا KTF است که یک باند فرود شن دارد و طول باند آن ۶۰۴ متر است. این فرودگاه در کشور نیوزلند قرار دارد.

## شرکت‌های هواپیمایی و مقصدهای پروازی
| شرکت‌های هواپیمایی            | مقصدهای پروازی                 |
| ---------------------------- | ------------------------------ |
| Adventure Flights Golden Bay | چارتر: Karamea، نلسون          |
| Golden Bay Air               | Karamea، ولینگتون چارتر: نلسون |